# Futbol'nyj Klub Kuban' 2015-2016
Questa voce raccoglie le informazioni riguardanti il Futbol'nyj Klub Kuban' nelle competizioni ufficiali della stagione 2015-2016.

## Stagione
In campionato la squadra terminò la stagione al quattordicesimo posto a pari punti con l'Anži: furono quindi disputati i play-out contro il Tom' Tomsk, terza classificata di PFN Ligi. Ai play-out, la vittoria all'andata ritorno per 1-0, fu resa vana dalla sconfitta per 2-0 nel ritorno di Tomsk, che sancì così la retrocessione del club in seconda serie.
In Coppa di Russia, dopo aver eliminato nell'ordine Šinnik e Spartak Mosca, la squadra uscì dalla competizione a causa della sconfitta ai supplementari nella trasferta contro lo Zenit San Pietroburgo, in seguito vincitori della Coppa. Per il secondo anno consecutivo, quindi, il club uscì dalla competizione a seguito di una sconfitta ai supplementari contro i vincitori della Coppa.

## Rosa
| N. |                       | Ruolo | Calciatore        |
| -- | --------------------- | ----- | ----------------- |
| 1  | Russia (bandiera)     | P     | Evgenij Frolov    |
| 2  | Moldavia (bandiera)   | D     | Igor Armaș        |
| 4  | Brasile (bandiera)    | D     | Xandão            |
| 5  | Ghana (bandiera)      | C     | Mohammed Rabiu    |
| 7  | Russia (bandiera)     | C     | Vladislav Kulik   |
| 8  | Russia (bandiera)     | C     | Artur Tlisov      |
| 9  | Russia (bandiera)     | A     | Roman Pavljučenko |
| 11 | Romania (bandiera)    | A     | Gheorghe Bucur    |
| 13 | Russia (bandiera)     | P     | Nikita Hajkin     |
| 15 | Russia (bandiera)     | C     | Roman Koncedalov  |
| 16 | Russia (bandiera)     | D     | Georgij Zotov     |
| 17 | Bulgaria (bandiera)   | C     | Stanislav Manolev |
| 18 | Uzbekistan (bandiera) | D     | Nikolaj Markov    |
| 20 | Russia (bandiera)     | C     | Sergej Karetnik   |
| 21 | Russia (bandiera)     | D     | Vladimir Lobkarëv |

| N. |                     | Ruolo | Calciatore              |
| -- | ------------------- | ----- | ----------------------- |
| 22 | Brasile (bandiera)  | D     | Apodi                   |
| 23 | Russia (bandiera)   | P     | Aleksandr Belenov       |
| 25 | Paraguay (bandiera) | C     | Lorenzo Melgarejo       |
| 27 | Brasile (bandiera)  | D     | Felipe Santana          |
| 30 | Ucraina (bandiera)  | C     | Ihor Žurachovs'kyj      |
| 43 | Russia (bandiera)   | D     | Roman Bugaev            |
| 72 | Russia (bandiera)   | C     | Igor' Konovalov         |
| 73 | Russia (bandiera)   | D     | Denis Jakuba            |
| 78 | Russia (bandiera)   | C     | Arsen Chubulov          |
| 84 | Russia (bandiera)   | D     | Aleksandr Kleščenko     |
| 91 | Moldavia (bandiera) | P     | Dumitru Stajilă         |
| 99 | Senegal (bandiera)  | A     | Ibrahima Baldé          |
|    | Ucraina (bandiera)  | A     | Jevhen Selezn'ov        |
|    | Russia (bandiera)   | C     | Svjatoslav Georgievskij |
|    | Russia (bandiera)   | A     | Maksim Majrovič         |

## Risultati

### Campionato
| Krasnodar 20 luglio 2015 1ª giornata | Kuban' | 0 – 2 referto | Ural | Stadio Kuban' |

| Groznyj 25 luglio 2015 2ª giornata | Terek Groznyj | 1 – 1 referto | Kuban' | Achmat-Arena |

| Krasnodar 31 luglio 2015 3ª giornata | Kuban' | 1 – 1 referto | Ufa | Stadio Kuban' |

| Krasnodar 10 agosto 2015 4ª giornata | Krasnodar | 1 – 1 referto | Kuban' | Stadio Kuban' |

| Krasnodar 15 agosto 2015 5ª giornata | Kuban' | 0 – 1 referto | Rubin | Stadio Kuban' |

| Samara 24 agosto 2015 6ª giornata | Kryl'ja Sovetov Samara | 3 – 0 referto | Kuban' | Stadio Metallurg (Samara) |

| Krasnodar 30 agosto 2015 7ª giornata | Kuban' | 0 – 1 referto | CSKA Mosca | Stadio Kuban' |

| Perm' 12 settembre 2015 8ª giornata | Amkar Perm' | 1 – 1 referto | Kuban' | Stadio Zvezda |

| Krasnodar 19 settembre 2015 9ª giornata | Kuban' | 3 – 0 referto | Spartak Mosca | Stadio Kuban' |

| Rostov sul Don 28 settembre 2015 10ª giornata | Rostov | 2 – 1 referto | Kuban' | Stadio Olimp-2 |

| Krasnodar 3 ottobre 2015 11ª giornata | Kuban' | 1 – 1 referto | Anži | Stadio Kuban' |

| Krasnodar 17 ottobre 2015 12ª giornata | Kuban' | 2 – 2 referto | Zenit San Pietroburgo | Stadio Kuban' |

| Saransk 24 ottobre 2015 13ª giornata | Mordovija | 1 – 1 referto | Kuban' | Start Stadion |

| Krasnodar 1º novembre 2015 14ª giornata | Kuban' | 6 – 2 referto | Lokomotiv Mosca | Stadio Kuban' |

| Chimki 7 novembre 2015 15ª giornata | Dinamo Mosca | 2 – 1 referto | Kuban' | Arena Chimki |

| Krasnodar 22 novembre 2015 16ª giornata | Kuban' | 2 – 2 referto | Terek Groznyj | Stadio Kuban' |

| Ufa 28 novembre 2015 17ª giornata | Ufa | 2 – 2 referto | Kuban' | Neftyanik Stadium |

| Krasnodar 4 dicembre 2015 18ª giornata | Kuban' | 2 – 3 referto | Krasnodar | Stadio Kuban' |

| Kazan' 5 marzo 2016 19ª giornata | Rubin | 1 – 0 referto | Kuban' | Kazan Arena |

| Krasnodar 11 marzo 2016 20ª giornata | Kuban' | 2 – 0 referto | Kryl'ja Sovetov Samara | Stadio Kuban' |

| Chimki 19 marzo 2016 21ª giornata | CSKA Mosca | 2 – 0 referto | Kuban' | Arena Chimki |

| Krasnodar 2 aprile 2016 22ª giornata | Kuban' | 1 – 1 referto | Amkar Perm' | Stadio Kuban' |

| Mosca 10 aprile 2016 23ª giornata | Spartak Mosca | 2 – 2 referto | Kuban' | Otkrytie Arena |

| Krasnodar 17 aprile 2016 24ª giornata | Kuban' | 0 – 1 referto | Rostov | Stadio Kuban' |

| Kaspijsk 24 aprile 2016 25ª giornata | Anži | 1 – 0 referto | Kuban' | Anži-Arena |

| San Pietroburgo 28 aprile 2016 26ª giornata | Zenit San Pietroburgo | 4 – 1 referto | Kuban' | Stadio Petrovskij |

| Krasnodar 7 maggio 2016 27ª giornata | Kuban' | 1 – 2 referto | Mordovija | Stadio Kuban' |

| Mosca 11 maggio 2016 28ª giornata | Lokomotiv Mosca | 0 – 1 referto | Kuban' | Stadio Lokomotiv |

| Krasnodar 16 maggio 2016 29ª giornata | Kuban' | 1 – 0 referto | Dinamo Mosca | Stadio Kuban' |

| Ekaterinburg 21 maggio 2016 30ª giornata | Ural | 2 – 0 referto | Kuban' | SKB-Bank Arena |

### Play-out
| Krasnodar 24 maggio 2016 Play-out - Andata | Kuban' | 1 – 0 referto | Tom' Tomsk | Stadio Kuban' |

| Tomsk 27 maggio 2016 Play-out - Ritorno | Tom' Tomsk | 2 – 0 referto | Kuban' | Trud Stadium |

### Coppa di Russia
| Jaroslavl' 23 settembre 2015 | Šinnik | 1 – 2 referto | Kuban' | Stadio Šinnik |

| Krasnodar 28 ottobre 2015 | Kuban' | 1 – 0 referto | Spartak Mosca | Stadio Kuban' |

| San Pietroburgo 28 febbraio 2016 | Zenit San Pietroburgo | 1 – 0 referto | Kuban' | Stadio Petrovskij |